# Mount Downton
Mount Downton är ett berg i Kanada.   Det ligger i provinsen British Columbia, i den sydvästra delen av landet, 3 600 km väster om huvudstaden Ottawa. Toppen på Mount Downton är 2 375 meter över havet.
Terrängen runt Mount Downton är huvudsakligen lite kuperad. Mount Downton är den högsta punkten i trakten. Trakten runt Mount Downton är nära nog obefolkad, med mindre än två invånare per kvadratkilometer.. Det finns inga samhällen i närheten.
Trakten runt Mount Downton består i huvudsak av gräsmarker.